# Liste französischsprachiger Theologen

## Katholisch
- Maurice Bellet (1923–2018)
- Bernard Besret (* 1935)
- Marie-Émile Boismard (1916–2004)
- Jacques Bénigne Bossuet (1627–1704)
- Marie-Dominique Chenu (1895–1990)
- Yves Congar (1904–1995)
- Jean Daniélou (1905–1974)
- Étienne Gilson (1884–1978)
- François Fénelon (1651–1715)
- Marie-Joseph Lagrange (1855–1938)
- Marcel Légaut (1900–1990)
- Alfred Loisy (1857–1940)
- Henri de Lubac (1896–1991)
- Jacques Maritain (1882–1973)
- Blaise Pascal (1623–1662)
- Antonin-Gilbert Sertillanges (1863–1948)
- Bernard Sesboüé (1929–2021)
- Pierre Teilhard de Chardin (1881–1955)
- Maurice Zundel (1897–1975)

## Reformiert
- Firmin Abauzit (1679–1767)
- Jacques Abbadie (1654–1727)
- Moyse Amyraut (1596–1664)
- David Ancillon der Ältere (1617–1692)
- Louis Frédéric Ancillon (1740–1814)
- Isaac de Beausobre (1659–1738)
- Marc Boegner (1881–1970)
- Henri Bois (1862–1924)
- Henri Blocher (* 1937)
- David Blondel (1590–1655)
- Pierre Bühler (* 1950)
- Auguste Bouvier (1826–1893)
- Jean-Louis Bridel (1759–1821)
- Jean Calvin (1509–1564)
- Louis Cappel (1585–1658)
- Sebastian Castellio (1515–1563)
- Daniel Chamier (1565–1621)
- Suzanne de Dietrich (1891–1981)
- Émile Doumergue (1844–1937)
- André Dumas (1918–1996)
- Philippe Duplessis-Mornay (1549–1623)
- Jacques Ellul (1912–1994)
- Tommy Fallot (1844–1904)
- Guillaume Farel (1489–1565)
- Jérémie Ferrier (1576–1626)
- Gaston Frommel (1862–1906)
- Laurent Gagnebin (* 1939)
- Louis Gaussen (1790–1863)
- Isabelle Graesslé (* 1959)
- Frédéric Godet (1812–1900)
- André Gounelle (* 1933)
- Pierre Jurieu (1637–1713)
- Auguste Lecerf (1872–1943)
- Jean Leclerc (1657–1736)
- André Malet (1862–1936)
- Daniel Marguerat (* 1943)
- David Martin (1639–1721)
- E. L. Mascall
- Adolphe Monod (1802–1856)
- Wilfred Monod (1867–1943)
- Jean Frédéric Ostervald (1663–1747)
- Raphaël Picon (1968–2016)
- Pierre Poiret (1646–1719)
- Albert Réville (1826–1906)
- Louis Ruffet (1836–1923)
- Auguste Sabatier (1839–1901)
- Paul Sabatier (1858–1928)
- Louis Segond (1810–1885)
- Edmond Stapfer (1844–1908)
- Daniel de Superville (der Ältere) (1657–1728)
- Jean-Alphonse Turrettini (1671–1737)
- Alexandre Vinet (1797–1847)
- Pierre Viret (1511–1571)
- Charles Wagner (1852–1918)

## Lutherisch
- Matthieu Arnold (* 1965)
- André Birmelé (* 1949)
- Oscar Cullmann (1902–1999)
- Albert Greiner (1918–2013)
- Frédéric Auguste Lichtenberger (1812–1895)
- Marc Lienhard (* 1935)
- Charles Schmidt (1812–1895)
- Henri Strohl (1874–1959)

## Orthodox
- Jean Meyendorff (1926–1992)
- Cyprien Kern (1899–1960)